# Ловенс, Пауль
Пауль Ловенс (Ахен, Германия, 6 июня 1949) — немецкий музыкант. Играет на барабанах, перкуссии, музыкальной пиле, тарелках. Выступал с Aardvark Jazz Orchestra и Берлинским Оркестром Современного Джаза.
В начале 1970-х входил в трио пианиста Александра фон Шлиппенбаха. С тех пор он работал с Сесилом Тейлором, Харри Сьёстремом, Гюнтером Кристманом, Юджином Чадборном, Питером Брёцманом, Теппо Хаута-Ахо, Матсом Густафссоном, Томасом Леном, Филом Ваксманом, Жоэль Леандр. Он также играл с Флорианом Шнайдером и Эбехардом Кранманном в раннем составе Kraftwerk. В 1976 году совместно с Полом Литтоном основал рекорд-лейбл Po Torch.

## Дискография
- 1977 Was It Me? (Po Torch)
- 1979 Moinho da Asneira/A Cerco da Bela Vista a Graca (Po Torch)
- 1981 The Fetch (Po Torch)
- 1985 The Oracle of Delphi (Po Torch)
- 1995 Atmospheric Conditions Permitting (ECM)
- 2000 Young at Heart/Forgiven (Leo)
- 2001 2 X 3 = 5 (Leo)
- 2002 Papajo (Emanem)
- 2010 Tr!o (FMP)
- 2016 Warsaw Concert (Intakt)[3]

## В качестве приглашённого исполнителя
С Globe Unity Orchestra
- 1970 Globe Unity 67 & 70
- 1974 Hamburg '74 Choir of the NDR-Broadcast
- 1975 Rumbling
- 1977 Jahrmarkt/Local Fair
- 1986 20th Anniversary
- 2003 Globe Unity Orchestra 2002

С Александром фон Шлиппенбахом
- 1972 Pakistani Pomade
- 1991 Elf Bagetellen
- 1993 Physics
- 1999 Complete Combustion
- 2000 Swinging the BIM

С Tосинори Кондо
- 1982 Death Is Our Eternal Friend
- 1982 The Last Supper

С Марио Сциано
- 1989 Benefit Concert to Repurchase the Pendulum for Mr. Foucault
- 1990 Unlike
- 1995 Used to Be Friends
- 1996 Social Security
- 1994 Meetings

С Берлинским Оркестром Современного Джаза
- 1994 The Morlocks and Other Pieces
- 1998 Live in Japan '96

С Юджином Чадбурном
- 1997 Insect and Western Attracter
- 1997 Patrizio
- 1997 The Hellingtunes
- 1997 Total Tuesday
- 2000 Young at Heart/Forgiven

С Матсом Густафссоном
- 1997 Mouth Eating Trees and Related Activities
- 2016 MG50: Peace and Fire

С Иваном Паркером
- 1980 Pisa 1980: Improvisors' Symposium
- 2001 2 X 3 = 5

С Гюнтером Кристманном
- 1980 Vario II
- 2003 Vario 34-2

С другими
- 1988 Leaf Palm Hand, Tony Oxley/Cecil Taylor
- 1988 Regalia, Cecil Taylor
- 1992 Choice-Chase, Stephan Wittwer
- 1994 The Vandoeuvre Concert, September Band
- 1997 Propinquity Zwischenzeitstück Aria, Urs Voerkel
- 1998 Orka, Rajesh Mehta
- 2000 Quicksand, Frank Gratkowski
- 2002 Madly You, Madly You
- 2003 Achtung, Thomas Lehn
- 2003 These Six, Ivar Grydeland
- 2004 Song for Tracy the Turtle: Live at Jazz Brugge, Eric Boeren
- 2004 Wellsprings, Quintet Moderne
- 2005 Inside-Outside Reflections 1974, Dieter Scherf
- 2005 Trumpet Madness, Aardvark Jazz Orchestra/Trumpet Madness
- 2006 Joëlle Léandre at the LeMans Jazz Festival, Joëlle Léandre
- 2006 Plays Fats Waller, Aki Takase
- 2010 Love Him, Okapi Orchestra
- 2010 Wegen Meines Beines, Moodswing 3
- 2012 New Blues, Aki Takase[4]